# Гранд-Джиде
Гранд-Джиде (англ. Grand Gedeh) — одно из графств Либерии. Административный центр — город Зведру.

## География
Расположено в восточной части страны. Граничит с Кот-д’Ивуаром (на севере и востоке) и графствами: Нимба (на западе), Синоэ и Ривер-Ги (на юге). Площадь составляет 10 480 км².

## Население
Население по данным переписи 2008 года — 126 146 человек Плотность населения — 12,04 чел./км². Значительная часть населения исповедует ислам.
Динамика численности населения графства по годам:
| 1984    | 1986    | 2008    | 2013    |
| ------- | ------- | ------- | ------- |
| 102 800 | 109 000 | 126 146 | 139 647 |

## Административное деление
В административном отношении делится на 3 округа:
- Гбарзон
- Конобо
- Чьен